# Eli'ezer Kohen
Eli'ezer Kohen (hebrejsky: אליעזר כהן;‎ * 18. června 1934 Jeruzalém) je izraelský politik a bývalý poslanec Knesetu za stranu Jisra'el bejtejnu.

## Biografie
Narodil se 18. června 1934 v Jeruzalému. Sloužil v izraelské armádě, kde dosáhl hodnosti plukovníka (aluf mišne). Vystudoval Telavivskou univerzitu. Pracoval jako pilot. Hovoří hebrejsky, anglicky a francouzsky.

## Politická dráha
Do roku 1974 byl pilotem v izraelském vojenském letectvu. Pracoval na Ben Gurionovu mezinárodním letišti. V letech 1974–1976 byl členem politické strany ha-Merkaz ha-chofši, v letech 1977–1978 pak byl členem strany Demokratické hnutí za změnu.
V izraelském parlamentu zasedla poprvé po volbách do Knesetu v roce 1999, v nichž nastupoval za stranu Jisra'el Bejtejnu. Tato strana se během následující doby připojila k straně ha-Ichud ha-Le'umi. V parlamentu Kohen působil ve výboru pro ústavu, právo a spravedlnost, výboru House Committee, výboru pro status žen a výboru pro vědu a technologie.
Mandát obhájil ve volbách do Knesetu v roce 2003. Křeslo v Knesetu ale získal až po několika týdnech jako náhradník poté, co rezignoval Avigdor Lieberman. V těchto volbách se do parlamentu Kohen dostal v rámci kandidátní listiny ha-Ichud ha-Le'umi. Od ní se ale během funkčního období parlamentu strana Jisra'el Bejtejnu opětovně odtrhla a působila pak samostatně. Kohen v letech 2003–2006 zastával funkci člena výboru pro ekonomické záležitosti, výboru pro ústavu, právo a spravedlnost, výboru House Committee a výboru pro televizi a rozhlas. Předsedal rovněž podvýboru pro práva obětí trestných činů.
Ve volbách do Knesetu v roce 2006 nekandidoval.

## Vyznamenání
- Medaile Za zásluhy – Izrael